# Münchhausen (Wüstung)
Münchhausen ist eine abgegangene Siedlung westlich der Kernstadt von Stadtallendorf im mittelhessischen Landkreis Marburg-Biedenkopf. Sie befand sich zwischen dem heutigen Plausdorfer Weg und der B 454. Heute erinnern die Flurnamen Münchhausen und Georgenhof und die in der Nähe gelegene Münch-Mühle an die einstige Siedlung. Auch das etwas südöstl. gelegene KZ-Außenlager Münchmühle wurde nach der Wüstung/Mühle benannt.

## Geschichte
Der Ort wurde erstmals um 1248 erwähnt; er gehörte den Grafen von Ziegenhain, wobei jedoch auch andere weltliche und geistliche Herrschaften dort Besitz oder Einkünfte hatten. So sind z. B. Zehnteinkünfte des Erzstifts Mainz um 1248 beurkundet, ebenso Zehnteinkünfte der Herren von Eppstein in der Zeit von 1250/60 und 1282/83, die zumindest zeitweise an den Mainzer Schultheißen in Amöneburg verpfändet waren. Im Jahre 1274 verkaufte Graf Ludwig II. von Ziegenhain zu Nidda das Dorf (villa) mit Eigenleuten, Gerichtsbarkeit und allem Recht an den Deutschen Orden in Marburg. Dabei wurde der Ort aus dem Pfarrbezirk von (Stadt) Allendorf ausgepfarrt. Der Orden mehrte seinen Besitz im Ort in der Folgezeit durch weitere Schenkungen und Käufe. Bereits 1275 schenkte die Witwe des Grafen Gottfried V. von Ziegenhain (Ludwigs II. Vetter), Hedwig von Castell, ihr Recht an zwei Hörigen dem Orden, 1295 erwarb er die Einkünfte des Geistlichen Friedrich Raustein in Münchhausen, und weiterer Gütererwerb des Ordens ist 1323 belegt. 1358 verfügte der Deutsche Orden somit über zwei große Höfe in Münchhausen, mit insgesamt 87½ Morgen Ackerland und 4 Morgen Wiesen.
In der Folge scheint der Ort mehrheitlich in den Besitz des Erzstifts Mainz gekommen zu sein: 1364 war es vom Erzstift an die Adelsfamilie Milchling versetzt. Dennoch gab es weiterhin auch andere Eigentümer im Ort; so verkauften im Jahre 1304 die Riedesel ihre Güter in Münchhausen an das Kloster St. Georg in Homberg (Efze), und das Kloster hatte noch mindestens bis gegen Ende des 15. Jahrhunderts Besitz in der jedoch spätestens 1486 wüst gefallenen ehemaligen Siedlung. 1486 verkaufte ein gewisser Gerlach von Dautphe an den oberhessischen Hofmeister Hans von Dörnberg (1427–1506) ein Gut in der Wüstung Münchhausen, das er von dem Kloster St. Georg eingetauscht hatte, und 1493 erwarb Hans von Dörnberg dort eine Wiese vom Kloster.
Im Jahre 1586 befand sich auf der Wüstung wieder ein kleines Gehöft, das dann im Dreißigjährigen Krieg zerstört wurde. 1672 kaufte die Gemeinde Allendorf die Wüstung und errichtete am Netz-Graben, unweit nordöstlich der einstigen Siedlung, eine Mühle, die Münch-Mühle.
In dem nach Norden leicht abfallenden Gelände finden sich noch heute Spuren einer kreisförmigen Wallgrabenanlage, die wohl einst einen Wehrhof umgab. Von einer möglichen Burganlage als solcher sind keine Reste vorhanden.